# William Hyde Wollaston

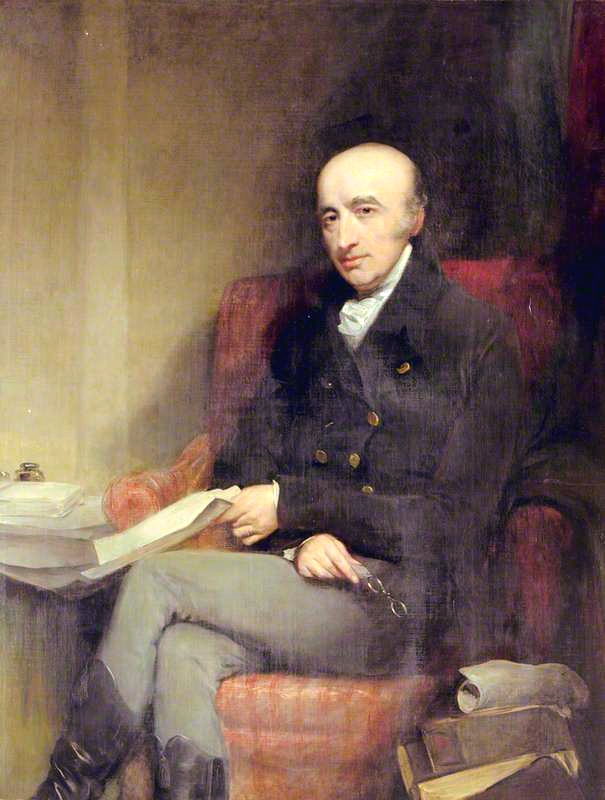
William Hyde Wollaston
(ca. 1820-1824), John Jackson, Royal Society

William Hyde Wollaston (East Dereham (Norfolk), 6 augustus 1766 – Londen, 22 december 1828) was een Engelse chemicus, natuurkundige en uitvinder. Hij werd bekend door de ontdekking van de elementen rodium en palladium en door het ontwikkelen van een proces om platina-erts te bewerken.

## Biografie
Wollaston werd geboren in East Dereham, Norfolk en in 1793 verkreeg hij een doctorstitel in de medicijnenleer aan de universiteit van Cambridge. Tijdens zijn studie raakte hij geïnteresseerd in scheikunde, kristallografie, metallurgie en natuurkunde. Het mineraal wollastoniet is naar hem vernoemd. Rond 1800 stopte hij met waar hij voor gestudeerd had en ging hij verder met z'n ware interesses. Met de door hem ontwikkelde methode om platina-erts te bewerken werd hij rijk en ontdekte hij tevens de twee toen nog onbekende elementen rodium (in 1803) en palladium (in 1803).
In 1802 ontdekte Wollaston lijnen in het zonnespectrum, maar nam ten onrechte aan, dat deze de afscheiding waren tussen de verschillende kleuren. In 1813 herontdekte Fraunhofer deze lijnen, maar kon deze identificeren als de vaste absorptielijnen van het zonnespectrum.
Tijdens de laatste jaren van zijn leven voerde hij experimenten uit die uiteindelijk zouden leiden tot de elektromotor. Toen Michael Faraday later daadwerkelijk de eerste elektromotor ontwikkelde, weigerde hij om de eer zelfs voor een deel aan Wollaston te gunnen.
Ook droeg Wollaston als bedenker van de Camera lucida bij aan de ontwikkeling van de fotografie.
In 1802 kreeg Wollaston de Copley Medal, de wetenschapsprijs van de Royal Society, de Britse academie van wetenschappen. De Wollastonmedaille van de Geological Society, ingesteld in 1831, is naar hem genoemd.